# أندريه خوسيه غونزاليز
أندريه خوسيه غونزاليز (بالإسبانية: Andrés José González)‏ (مواليد 25 مارس 1989) هو سبّاح أرجنتيني، مثّل بلاده في الألعاب الأولمبية الصيفية 2008.

## روابط خارجية
أندريه خوسيه غونزاليز على موقع الاتحاد الدولي للسباحة (الإنجليزية)
- أندريه خوسيه غونزاليز على موقع أوليمبيديا (الإنجليزية)